# Ryūzō Morioka
Ryūzō Morioka (森岡 隆三?, Morioka Ryūzō; Aoba-ku, 7 ottobre 1975) è un ex calciatore giapponese, di ruolo difensore.

## Carriera

### Club
Dopo aver esordito con il Kashima Antlers, ha giocato per undici stagioni con lo Shimizu S-Pulse per poi concludere la carriera con il Kyoto Sanga.

### Nazionale
Con il Giappone ha giocato 38 partite tra il 1999 e il 2003. Ha preso parte alle olimpiadi di Sydney 2000, alla Coppa d'Asia 2000, al campionato del mondo 2002 e alla Confederations Cup 2003.

## Statistiche

### Cronologia presenze e reti in nazionale
| Cronologia completa delle presenze e delle reti in nazionale ― Giappone olimpica | Cronologia completa delle presenze e delle reti in nazionale ― Giappone olimpica | Cronologia completa delle presenze e delle reti in nazionale ― Giappone olimpica | Cronologia completa delle presenze e delle reti in nazionale ― Giappone olimpica | Cronologia completa delle presenze e delle reti in nazionale ― Giappone olimpica | Cronologia completa delle presenze e delle reti in nazionale ― Giappone olimpica | Cronologia completa delle presenze e delle reti in nazionale ― Giappone olimpica | Cronologia completa delle presenze e delle reti in nazionale ― Giappone olimpica |
| Data                                                                             | Città                                                                            | In casa                                                                          | Risultato                                                                        | Ospiti                                                                           | Competizione                                                                     | Reti                                                                             | Note                                                                             |
| -------------------------------------------------------------------------------- | -------------------------------------------------------------------------------- | -------------------------------------------------------------------------------- | -------------------------------------------------------------------------------- | -------------------------------------------------------------------------------- | -------------------------------------------------------------------------------- | -------------------------------------------------------------------------------- | -------------------------------------------------------------------------------- |
| 14-9-2000                                                                        | Canberra                                                                         | Sudafrica olimpica                                                               | 1 – 2                                                                            | Giappone olimpica                                                                | Olimpiadi 2000 - 1º turno                                                        | -                                                                                | 18’                                                                              |
| 17-9-2000                                                                        | Canberra                                                                         | Slovacchia olimpica                                                              | 1 – 2                                                                            | Giappone olimpica                                                                | Olimpiadi 2000 - 1º turno                                                        | -                                                                                | 14’                                                                              |
| 23-9-2000                                                                        | Adelaide                                                                         | Stati Uniti olimpica                                                             | 2 – 2 dts (5 – 4 dcr)                                                            | Giappone olimpica                                                                | Olimpiadi 2000 - Quarti di finale                                                | -                                                                                |                                                                                  |
| Totale                                                                           |                                                                                  | Presenze                                                                         | 3                                                                                |                                                                                  | Reti                                                                             | 0                                                                                |                                                                                  |

## Palmarès

### Nazionale
- Coppa d'Asia: 1

2000